# Соколец (Гродненская область)
Соколе́ц (бел. Сакале́ц, пол. Sokolec) — хутор в Сморгонском районе Гродненской области Белоруссии.
Входит в состав Жодишковского сельсовета.
Расположен в северной части района на правобережьи реки Вилия. Расстояние до районного центра Сморгонь по дороге — около 20 км, до центра сельсовета агрогородка Жодишки по прямой — чуть более 1,5 км. Ближайшие населённые пункты — Жодишки, Пильцы, Расло.
Согласно переписи население Сокольца в 1999 году насчитывало 18 жителей.
Через хутор проходит грунтовая автомобильная дорога местного значения Н7382 Жодишки — Соколец.